# 占士·摩利遜
占士·奇勒·摩利遜（英語：James Clark Morrison，1986年5月25日—）是一名在英格蘭出生的蘇格蘭職業職業足球員，具有高速運球的能力，場上可以擔任進攻中場，或慣常的右翼位置，最後效力英冠球會西布朗。
雖然在英格蘭出生及曾代表多個級別的英格蘭少年隊參加國際賽，但摩利遜選擇代表蘇格蘭的成年國家隊參賽。

## 生平

### 球會
早年
摩利遜就讀於达灵顿（Darlington）的「漢瑪斯諾特學校」（Hummersknott School），出身於米杜士堡青訓系統。他是2003/04年球季米杜士堡贏得英格蘭足總青年盃的正選成員，於奪冠過程中表現出色，包括在決賽首回合3-0擊敗阿士東維拉射入兩球。
米杜士堡
2004年1月3日摩利遜首次為一隊上陣，在英格蘭足總盃主場2-0淘汰諾士郡於下半場後補登場。四個月後他亦獲派演英超處子秀，於2003/04年球季閉幕戰作客1-5大敗於樸茨茅夫腳下，後補入替斯图尔特·唐宁。2004年9月30日摩利遜首嘗歐洲賽事滋味，於米杜士堡作客捷克的俄斯特拉發巴尼克的歐洲足協盃上陣，更在完場前射入提升上一隊後個人首個入球，為球隊扳平1-1，兩回合累計4-1淘汰對手晉級下圈賽事。米杜士堡其後於2006年晉級歐洲足協盃決賽，摩利遜正選上陣，但米杜士堡於這場在荷蘭飞利浦大球场舉行的決賽被西甲的以4-0徹底擊潰。2007年3月19日在英格蘭足總盃半準決賽重賽對曼聯，摩利遜完場前因踢基斯坦奴·朗拿度而被驅逐離場。摩利遜合共為米杜士堡在各項賽事上陣98場及射入8球。
西布朗
2007年8月7日摩利遜與英冠球會西布朗簽署四年合約，初步轉會金額為150萬英鎊，可按出場次數增加多70萬英鎊，而米杜士堡可於他再轉會時收取15%分紅。摩利遜在2007/08年球季揭幕日作客1-2負於般尼於下半場以後補身份首次上陣；並於10月23日主場2-1擊敗黑池於下半場射入加盟後首個入球兼奠勝球，而這記入球亦為他贏得西布朗球迷會的年度金球獎，摩利遜當時形容：『我歷來的最佳入球』。加盟後首個球季摩利遜在各頂賽事上陣43場及射入6球，西布朗以聯賽冠軍身份直接升班英超。
2008/09年球季重返英超摩利遜是西布朗陣中表現最穩定的球員之一，上陣30場及射入3球，包括聯賽主客兩場對阿士東維拉均各取1球，但同以1-2的比數落敗。摩利遜因腳跟受傷而缺席最後5場賽事，而西布朗亦因整體實力不足以墊底成績於來季與他的母會米杜士堡一同降班返回英冠。
他於2009年7月接受手術治療腳跟的傷患，同年10月再接受第二次手術，養傷長達10個月，於2010年2月24日在英格蘭足總盃主場加時2-3負於雷丁才告復出；4月2日主場3-0擊敗莱斯特城於禁區邊緣射入為球隊先拔頭籌，協助西布朗取得主場八連勝。摩利遜整季僅上陣12場及射入1球，但西布朗仍然取得聯賽亞軍及直接升班英超資格。季後摩利遜透露於2月與西布朗續約三年，並有一年優先續約權。
2010/11年球季重回英超後，摩利遜需要鞏固其在競爭劇烈的西布朗中場正選席位，2010年8月29日作客0-1負於利物浦，他在完場前4分鐘因侵犯费尔南多·托雷斯而被球證直接出示紅牌驅逐離場，需要停賽3場。10月2日摩利遜於主場對保頓頭球破網為球隊扳平1-1，協助球隊升上聯賽第6位。一度攀升到第4位的西布朗狀態回落，其後11戰8負而需要為護級努力，但新年後摩利遜的腳風甚順，2011年元旦主場對曼聯於20碼勁射入網一度為球隊扳平1-1，但最終1-2落敗；1月15日主場對黑池近門射入，協助西布朗3-2獲勝兼結束聯賽五連敗；3月5日作客3-1擊敗伯明翰城摩利遜左腳再轟入一記20碼遠射。
2012年9月14日，摩利遜與西布朗簽署一份新的四年合約。

### 國家隊
摩利遜曾代表英格蘭在U20以下各級少年隊參加國際賽，是於2007年6月獲蘇格蘭邀請加入的英超球員之一，摩利遜以其蘇格蘭祖父母的血緣而取得代表資格，而他亦表示願意效力。在獲得國際足協確認後，摩利遜於2007年8月首次跟隨蘇格蘭操練，但因傷錯過對南非的友誼賽；他於11月獲蘇格蘭B隊徵召出戰愛爾蘭，但再次因傷退隊。
2008年5月30日摩利遜終於披上蘇格蘭的藍色戰衣，於作客布拉格對捷克的友誼賽首次上陣。2011年5月25日在英傑華體育場（Aviva Stadium）對威爾斯的些路迪盃首次為蘇格蘭取得入球，當日正是他的25歲生日。

## 榮譽
米度士堡
- 英格蘭足總青年盃
  - 冠軍：2004年；
  - 亞軍：2003年；
- 歐洲足協盃
  - 亞軍：2006年；

西布朗
- 英格蘭足球冠軍聯賽
  - 冠軍：2007/08年；
  - 亞軍：2009/10年；

## 外部連結
- 西布朗官網簡歷
- 蘇格蘭足總簡歷 （页面存档备份，存于）
- 足球数据库：占士·摩利遜的球员统计数据